# Clement Byrne Christesen
Clement Byrne „Clem“ Christesen OBE, OAM (* 1911 in Townsville; † 2003) war ein australischer Journalist und der Gründer des Literaturmagazins Meanjin.
Er zog 1917 mit seiner Familie nach Brisbane, besuchte die University of Queensland und arbeitete in Brisbane als Journalist. Nach einer Überseereise gründete er im Dezember 1940 das literarische Magazin Meanjin Papers, bei dem er bis 1974 Autor blieb. 1942 heiratete er Nina Maximoff.
In Anerkennung der Verdienste um die australische Literatur wurde er 1962 zum Officer des Order of the British Empire ernannt. Für seine Verdienste um die Entwicklung des australischen kreativen und kritischen Schreibens als Gründer und Herausgeber der Zeitschrift Meanjin Quarterly wurde er 2000 mit der Medaille des Order of Australia ausgezeichnet. 2001 erhielt er die Centenary Medal.